# Wembley Championships 1976
Il Wembley Championships 1976 è stato un torneo di tennis giocato sul sintetico indoor della Wembley Arena di Londra in Inghilterra. È stata la 28ª edizione del torneo che fa parte del Commercial Union Assurance Grand Prix 1976. Il torneo si è giocato dal 15 al 21 novembre 1976.

## Campioni

### Singolare maschile
Jimmy Connors ha battuto in finale  Roscoe Tanner con il punteggio di 3–6, 7–6, 6–4

### Doppio maschile
Stan Smith /  Roscoe Tanner hanno battuto in finale  Wojciech Fibak /  Brian Gottfried con il punteggio di 7–6, 6–3